# ВТА Елитни куп
ВТА Елитни куп је последњи ВТА турнир у сезони. По први пут се одржао 2015. у Џухају. Настао је по узору на Завршни турнир шампионки, који се одржавао до 2014, али је турнир који доноси више поена, већу зараду и окупља боље тенисерке на ВТА туру. 
Право учешћа имају само тенисерке од 9. до 19. места + једна специјална позивница коју додељују организатори турнира. Доноси 700 поена на ВТА листи, а наградни фонд је 2.150.000 $. До 2019. ће се одржавати у Џухају.

## Финала
| Град  | Година | Победница       | Финалисткиња      | Резултат      |
| ----- | ------ | --------------- | ----------------- | ------------- |
| Џухај | 2015.  | Венус Вилијамс  | Каролина Плишкова | 7:5, 7:6(8:6) |
| Џухај | 2016.  | Петра Квитова   | Елина Свитолина   | 6:4, 6:2      |
| Џухај | 2017.  | Јулија Гергес   | Коко Вандевеј     | 7:5, 6:1      |
| Џухај | 2018.  | Ешли Барти      | Ванг Ћанг         | 6:3, 6:4      |
| Џухај | 2019.  | Арина Сабаленка | Кики Бертенс      | 6:4, 6:2      |